# فابیو کافمن
فابیو کافمن (انگلیسی: Fabio Kaufmann؛ زادهٔ ۸ سپتامبر ۱۹۹۲) بازیکن فوتبال اهل آلمان است.
از باشگاه‌هایی که در آن بازی کرده‌است می‌توان به باشگاه فوتبال انرژی کوتبوس و باشگاه فوتبال وی‌اف‌آر آلن اشاره کرد.